# Michael Jackson: The Experience
Michael Jackson: The Experience es un videojuego de música, baile y ritmo basado en la música y las canciones de Michael Jackson. Fue desarrollado y publicado por Ubisoft. El juego cuenta con muchos de los éxitos de Michael Jackson como "Bad", "Beat It", "Thriller" "Smooth Criminal" y "Billie Jean". Todos los juegos pre-ordenados incluirán una réplica de la edición limitada del famoso guante de Michael Jackson. Fue lanzado el 23 de noviembre del 2010 (en la misma fecha en que se estrenó el primer álbum póstumo de Jackson), para Wii, PlayStation Portable y Nintendo DS en América y el 25 del mismo mes en Europa. El 14 de abril de 2011 salió para PlayStation 3 y Xbox 360. El 11 de noviembre de 2011 fue lanzado para Nintendo 3DS.

## Gameplay
El juego utiliza la tecnología patentada de Ubisoft llamada reproductor de proyección (también usada en la serie Just Dance). La forma del cuerpo se proyectará en la pantalla en los ambientes inspirados en los vídeos más famosos de Michael Jackson y las actuaciones en directo (la última, exclusiva de la consola Xbox 360). Los datos recogidos de esta manera permitirán que el juego pueda activar los diversos efectos visuales y puntuaciones.
Hay varios modos de juego en las versiones portátiles. El único modo disponible en consolas de sobremesa es la Escuela de baile, donde los jugadores serán capaces de ensayar antes de su espectáculo. El video de capacitación estará disponible para cada uno de los de Michael Jackson que se podrán mover disponibles en el juego.
Los cuatro jugadores del multijugador estarán disponibles en el Wii y el PlayStation Move habilitados pero el Kinect se limitará a un jugador a la vez. El juego también contará con el cantar en la versión del Kinect en el Xbox 360 y del karaoke opcional en el PlayStation 3 y las versiones del Wii. En la versión del DS del juego hay una versión de los dibujos animados de Michael en la pantalla superior y el jugador sigue a lo largo tocando la pantalla inferior con el lápiz táctil para el ritmo de la música, un estilo similar a la del juego del Nintendo DS, Elite Beat Agents.
En la edición para la PlayStation Portable, el jugador va presionando los botones que indique la pantalla, y dependiendo de la precisión con la que los presiona, consigue los puntos.
En la versión de Nintendo DS hay un modo antipiratería creada por Ubisoft, la cual consiste en el que el juego sufre un cambio el cual es que se remplaza totalmente la música del juego por vuvuzelas (popularizadas por los sudafricanos en la Copa Mundial de Fútbol de 2010), si el jugador tenía una versión pirata del juego.
También se revela que en la versión del Wii se puede jugar como Michael o el respaldo de los bailarínes. Los modos del juego principal se llama el modo Desafío, donde cuatro jugadores tratan de obtener el puntuaje. Arriba del modo Carrera en el Nintendo DS se llama Tour.
El juego fue mostrado en la Convención de Cómics de Nueva York en el stand de Ubisoft.

## Lista de canciones
La lista de canciones del juego según las diferentes ediciones:
| Canción                                               | Álbum                                        | Año  | Wii | DS | PSP | Vita, 3DS e iOS | PS3 y 360 | Mac OS X | iPad 2 | iPhone | Dificultad                                                               |
| ----------------------------------------------------- | -------------------------------------------- | ---- | --- | -- | --- | --------------- | --------- | -------- | ------ | ------ | ------------------------------------------------------------------------ |
| "Bad"                                                 | Bad                                          | 1987 | Sí  | Sí | Sí  | Sí              | Sí        | Sí       | Sí     | Sí     | Medio / Medio                                                            |
| "Beat It"                                             | Thriller                                     | 1982 | Sí  | Sí | Sí  | Sí              | Sí        | Sí       | Sí     | Sí     | Medio / Difícil / Experto                                                |
| "Billie Jean"                                         | Thriller                                     | 1982 | Sí  | Sí | Sí  | Sí              | Sí        | Sí       | Sí     | Sí     | Medio                                                                    |
| "Black or White"                                      | Dangerous                                    | 1991 | Sí  | Sí | Sí  | Sí              | Sí        | Sí       | Sí     | Sí     | Difícil / Experto / Medio                                                |
| "Don't Stop 'Til You Get Enough"                      | Off the Wall                                 | 1979 | Sí  | Sí | Sí  | Sí              | Sí        | Sí       | Sí     | Sí     | Medio / Medio                                                            |
| "Leave Me Alone"                                      | Bad                                          | 1987 | Sí  | Sí | Sí  | Sí              | Sí        | Sí       | Sí     | Sí     | Fácil / Novato                                                           |
| "Smooth Criminal"                                     | Bad                                          | 1987 | Sí  | Sí | Sí  | Sí              | Sí        | Sí       | Sí     | Sí     | Medio / Fácil / Novato                                                   |
| "Thriller"                                            | Thriller                                     | 1982 | Sí  | No | Sí  | Sí              | Sí        | Sí       | Sí     | Sí     | Inhumano (pesadilla dificultad en la versión de PS3) / Difícil / Experto |
| "The Way You Make Me Feel"*                           | Bad                                          | 1987 | Sí  | Sí | Sí  | Sí              | Sí        | No       | No     | Sí     | Medio / Medio                                                            |
| "Remember the Time"                                   | Dangerous                                    | 1991 | Sí  | No | Sí  | Sí              | Sí        | No       | Sí     | Sí     | Difícil / Experto                                                        |
| "Ghosts"                                              | Blood on the Dance Floor: HIStory in the Mix | 1997 | Sí  | No | No  | Sí              | Sí        | Sí       | Sí     | Sí     | Difícil / Medio / Experto                                                |
| "Another Part of Me"                                  | Bad                                          | 1987 | Sí  | Sí | Sí  | Sí              | Sí        | Sí       | No     | No     | Medio                                                                    |
| "Rock with You"                                       | Off the Wall                                 | 1979 | Sí  | No | Sí  | Sí              | Sí        | No       | Sí     | No     | Fácil / Novato                                                           |
| "Heal the World"                                      | Dangerous                                    | 1991 | Sí  | Sí | Sí  | No              | Sí        | Sí       | No     | No     | Fácil / Novato                                                           |
| "Wanna Be Startin' Somethin'"*                        | Thriller                                     | 1982 | Sí  | Sí | Sí  | No              | Sí        | No       | No     | No     | Medio                                                                    |
| "Speed Demon"                                         | Bad                                          | 1987 | Sí  | No | No  | Sí              | Sí        | No       | Sí     | Sí     | Difícil / Experto                                                        |
| "Streetwalker"                                        | Bad: Special Edition                         | 2001 | Sí  | Sí | Sí  | No              | Sí        | No       | No     | No     | Fácil / Novato                                                           |
| "Who Is It"                                           | Dangerous                                    | 1991 | Sí  | No | No  | No              | Sí        | Sí       | Sí     | No     | Fácil / Novato                                                           |
| "Blood on the Dance Floor"                            | Blood on the Dance Floor: HIStory in the Mix | 1997 | No  | No | No  | Sí              | Sí        | No       | Sí     | Sí     | Difícil / Experto                                                        |
| "Will You Be There"                                   | Dangerous                                    | 1991 | Sí  | No | Sí  | No              | Sí        | No       | Sí     | No     | Medio / Fácil / Novato                                                   |
| "The Girl Is Mine" (feat. Paul McCartney)             | Thriller                                     | 1982 | Sí  | No | Sí  | No              | Sí        | No       | No     | No     | Fácil / Novato                                                           |
| "I Just Can't Stop Loving You" (feat. Siedah Garrett) | Bad                                          | 1987 | No  | No | No  | No              | Sí        | No       | Sí     | No     | Fácil / Novato                                                           |
| "They Don't Care About Us"                            | HIStory: Past, Present and Future, Book I    | 1995 | Sí  | No | No  | No              | Sí        | No       | Sí     | No     | Difícil / Medio / Experto                                                |
| "Hollywood Tonight"                                   | Michael                                      | 2010 | No  | No | No  | Sí              | No        | No       | Sí     | Sí     | Difícil / Experto                                                        |
| "Workin' Day and Night"                               | Off the Wall                                 | 1979 | Sí  | No | No  | No              | Sí        | No       | No     | No     | Medio                                                                    |
| "Dirty Diana"                                         | Bad                                          | 1987 | Sí  | No | No  | No              | Sí        | No       | No     | No     | Fácil / Novato / Medio                                                   |
| "In the Closet"                                       | Dangerous                                    | 1991 | Sí  | No | No  | No              | Sí        | No       | No     | No     | Medio                                                                    |
| "Money"                                               | History: Past, Present and Future Book I     | 1995 | Sí  | No | No  | No              | Sí        | No       | No     | No     | Medio                                                                    |
| "Earth Song"                                          | History: Past, Present and Future Book I     | 1995 | Sí  | No | No  | No              | Sí        | No       | No     | No     | Medio                                                                    |
| "Stranger in Moscow"                                  | History: Past, Present and Future Book I     | 1995 | No  | No | No  | No              | Sí        | Sí       | No     | No     | Fácil / Novato                                                           |
| "Sunset Driver"                                       | The Ultimate Collection                      | 2004 | Sí  | No | No  | No              | Sí        | No       | No     | No     | Difícil / Experto                                                        |

- A "*" indica que hay un video de baile por uno de los instructores (coaches).
- A "**" indica que hay una parte de baile por uno de los instructores (coaches).

En la versión de Wii, "Money" tiene un incorrecto álbum con Blood on the Dance Floor: HIStory in the Mix el cual fue hecho en 1997. Esto sería cierto si la canción del juego fuera el remix en vez de la original, realizada en el álbum HIStory: Past, Present and Future, Book I En 1995.
En la canción "Sunset Driver" hay un error en la cual se pone una imagen referente a que la canción pertenece a la época del álbum Off The Wall siendo esto equivocado debido a que la canción es de la época del álbum  Thriller